# Batteria Pellegrini
La batteria Pellegrini è una fortificazione situata lungo le mura magistrali di Verona, sulla sinistra d'Adige.

## Storia e descrizione
Una prima fase costruttiva è relativa alla realizzazione della cortina muraria scaligera su commissione del signore Alberto della Scala, avvenuta tra 1287 e 1289. Viste le mutate esigenze difensive derivate dall'introduzione della polvere da sparo, nell'Ottocento si decise di rafforzare il tratto di mura che va dalla riva fluviale al cinquecentesco bastione di Campo Marzo; nel 1838 venne così realizzata la batteria casamattata per le artiglierie da fortezza, annessa alla cinta medievale, utile in particolare a proteggere il settore disposto verso l'Adige.
Si tratta di una fortificazione disposta sui due fronti della cortina medievale, il cui lato verso la città (dove è ordinata la difesa dei fucilieri) è a pianta semicircolare, mentre il lato verso campagna ha tracciato rettangolare. La struttura è integralmente conservata, tuttavia l'interramento del fossato magistrale ha nascosto quasi completamente la porzione esterna della fortificazione, che risulta quindi semi-interrata.